# 드림티 엔터테인먼트의 음반
이 본문은 드림티 엔터테인먼트에서 발매한 음반 목록이다.

## 2010년 ~ 2014년
- 2010년 6월 11일 원스 - [Digital Single] Dream Tea Story
- 2010년 7월 9일 걸스데이 - Girl's Day Party#1
- 2010년 7월 22일 걸스데이 - [Digital Single] 나 어때
- 2010년 8월 3일 원스 - [Digital Single] Dream Tea Story Part.2
- 2010년 10월 29일 걸스데이 - Girl's Day Party#2[1]
- 2011년 1월 10일 소진 - 욕망의 불꽃 OST Vol.3
- 2011년 3월 18일 걸스데이 - Girl's Day Party#3[2]
- 2011년 4월 22일 걸스데이 - 반짝반짝 빛나는 OST Part.3[3]
- 2011년 6월 10일 걸스데이 - 시티헌터 OST Part.3
- 2011년 6월 21일 원스 - [Digital Single] 사랑이야
- 2011년 7월 7일 걸스데이 - Everyday
- 2011년 7월 29일 걸스데이 - [Digital Single] 곽태훈 프로젝트 앨범 3rd[4]
- 2011년 8월 12일 걸스데이 - 우리집 여자들 OST Part.1
- 2011년 9월 2일 걸스데이 - Girl's Day Party#4[5]
- 2012년 2월 23일 주비스 - 왔어 왔어 제대로 왔어 OST Part.2
- 2012년 4월 18일 걸스데이 - Everyday II
- 2012년 7월 9일 걸스데이 - 넝쿨째 굴러온 당신 OST Part.5
- 2012년 7월 27일 주비스 - [Digital Single] 이젠 사랑할래
- 2012년 8월 27일 걸스데이 - [Digital Single] THE S Part.2
- 2012년 10월 26일 걸스데이 - Girl's Day Party#5[6]
- 2013년 2월 14일 주비스 - [Digital Single] 너를 향한 마음
- 2013년 2월 21일 걸스데이 - [Digital Single] WHITE DAY[7]
- 2013년 3월 14일 걸스데이 - 기대
- 2013년 5월 31일 주비스 - 원더풀 마마 OST Part.1
- 2013년 6월 24일 걸스데이 - 여자 대통령
- 2013년 7월 30일 걸스데이 - Girl's Day Party#6
- 2013년 8월 9일 소진 - [Digital Single] 듀스 20주년 헌정앨범 Part.1
- 2013년 10월 15일 걸스데이 - [Digital Single] Let`s Go
- 2013년 11월 8일 소진 - 열애 OST Part.1
- 2013년 12월 3일 주비스 - THE FIRST MINI ALBUM L.A.D
- 2014년 1월 3일 걸스데이 - Everyday III
- 2014년 2월 26일 민아 - [Digital Single] 4U Project (손만 잡을게)
- 2014년 6월 9일 민아 - 닥터 이방인 OST Part.5
- 2014년 7월 14일 걸스데이 - Everyday IV
- 2014년 10월 15일 걸스데이 - 보고싶어
- 2014년 11월 3일 MC몽 - Miss Me Or Diss Me
- 2014년 11월 13일 민아 - 아빠를빌려드립니다 OST[8]
- 2014년 11월 26일 걸스데이 - Best Album
- 2014년 12월 1일 소진 - [Digital Single] Finale[9]
- 2014년 12월 17일 민아 - 왕의 얼굴 OST Part.2

## 2015년 ~ 2019년
- 2015년 1월 30일 소진 - 떴다 패밀리 OST Part.2
- 2015년 2월 4일 소진 - [Digital Single] 비가 오는 날에는[10]
- 2015년 3월 2일 MC몽 - SONG FOR YOU
- 2015년 3월 16일 민아 - I Am A Woman Too
- 2015년 5월 12일 걸스데이 - [Digital Single] Hello Bubble[11]
- 2015년 6월 10일 소진 - 가면 OST Part.2[12]
- 2015년 7월 6일 걸스데이 - LOVE
- 2015년 9월 30일 걸스데이 - [Japan Digital Single] Darling
- 2015년 11월 2일 MC몽 - 아무도 모르게
- 2015년 11월 10일 MAP6 - Storm
- 2015년 12월 17일 민아 - 달콤살벌 패밀리 OST Part.3[13]
- 2015년 12월 26일 소진 - 응답하라 1988 OST Part.8[14]
- 2016년 1월 7일 MC몽 - [Digital Single] 후유증 (Aftereffect)[15]
- 2016년 4월 6일 민아 - [Digital Single] 투유 프로젝트 - 슈가맨 Part.25[16]
- 2016년 5월 21일 민아 - 미녀 공심이 OST Part.2
- 2016년 5월 24일 MAP6 - [Digital Single] 매력발산타임
- 2016년 10월 15일 아임 - [Digital Single] Try
- 2016년 11월 2일 MC몽 - U.F.O
- 2017년 2월 16일 MC몽 - [Digital Single] 반창고[17]
- 2017년 3월 27일 걸스데이 - Everyday V
- 2017년 5월 24일 MAP6 - [Digital Single] Momentum
- 2017년 5월 30일 아임 - [Digital Single] Save Me
- 2017년 7월 8일 지현우 - 도둑놈 도둑님 OST Part.1
- 2017년 11월 3일 민아 - [Digital Single] Other Way
- 2017년 11월 27일 MAP6 - [Digital Single] Love Is Gone
- 2018년 8월 6일 소진 - 라이프 OST Part.2
- 2018년 10월 26일 홍수아 - 끝까지 사랑 OST Part.21
- 2019년 7월 2일 에일리 - butterFLY